# Berend Joachim von Mörner
Berend Joachim von Mörner (* März 1621; † 28. Juni 1675 bei Fehrbellin) war ein kurbrandenburgischer Obrist und Regimentschef.

## Leben

### Herkunft
Berend Joachim war Angehöriger des brandenburgischen Adelsgeschlechts Mörner. Er war ein Sohn des Oberhauptmann von Zellin und Klössow in der Neumark, Kreuzwende von Mörner († 1643) und der Anna Marie von Mörner aus dem Hause Klössow.

### Werdegang
Mörner begann seine Laufbahn als Page bei Kurfürst Georg Wilhelm, eine Stellung, die er als Jüngling für fünf Jahre innehatte. Er trat dann in die kurfürstliche Kavallerie ein und stieg zum Korporal auf. Im Jahre 1655 wurde er Rittmeister im Regiment von Georg von Derfflinger. Am 29. Juni 1668 avancierte er zum Oberst und erhielt sein eignes Regiment zu Pferde. Mit diesem nahm er am Schwedisch-Brandenburgischen Krieg teil. 
In der Schlacht bei Fehrbellin musste Derfflinger vom Prinzen von Homburg und Oberst Mörner aus einer gefährlichen Lage geholt werden. Hierbei kam Mörner um und wurde durch Oberstleutnant Hennigs ersetzt, der die Brandenburger zusammenhielt und den Schweden große Verluste zufügte. Er war damit der ranghöchste Gefallene der Brandenburger bei Fehrbellin vor Major von der Marwitz und den Rittmeistern von Asseburg, Beyer, Burgsdorff und Schönermark.

### Familie
Mörner war drei Mal verheiratet. In erster Ehe vermählte er sich mit Anne Katharine von Schaplow († 1652). Hiernach ging er eine zweite Ehe mit Anna Sophie von der Marwitz ein und nachdem er erneut verwitwet war, heiratete er in dritter Ehe Katharine Elisabeth von Sacken († nach 1675). Aus erster und dritter Ehe sollen Kinder hervorgegangen sein, darunter:
- Kurt Ehrentreich von Mörner (* 1647), kurbrandenburgischer Obristwachtmeister, Vater des dänischen Generals Bernhard Joachim von Mörner († 1741).[1]
- Christoph Ehrentreich von Mörner († 1736), preußischer Hauptmann, dessen Stammlinie mit dem preußischen Archivrat Wilhelm Theodor von Mörner (1817–1874) in Berlin im Mannesstamm erlosch.[1]